# Emigració xinesa a Kenya
La migració de persones xineses dins Kènia és probable que es produís com a molt aviat al segle xv. Pel que fa a la migració moderna des de la Xina a Kènia va començar als últims anys de la dècada del 1990 o dels primers de la del 2000. Podrien ser entre 3,000 i 10,000 persones xineses.